# ブライアン・ベーレント
ブライアン・ベーレント（Brian Behrendt, 1991年10月24日 - ）は、ドイツ・ニーダーザクセン州ブレーマーフェルデ出身のサッカー選手。ドリッテ・リーガ・ハレシャーFC所属。ポジションはDF。

## クラブ経歴
2008年に父親が仕事の都合でオーストリアに転勤になった関係でウィーンで過ごすことになり、SKラピード・ウィーンのユースアカデミーに入所。2010年にBチームに昇格、翌2011年にトップチームに昇格。2012-13シーズンはローン移籍でSVホルンでプレー。2013-14シーズンはトップリーグで30試合に出場した。
2015年7月1日、ツヴァイテリーガ (2部リーグ)のアルミニア・ビーレフェルトと契約。加入後即先発に定着。5年目の2019-20シーズンは7試合の出場に終わったものの、2部リーグで優勝し、2008-09シーズン以来のブンデスリーガ復帰が決定。ベーレント自身初のブンデスリーガでのプレーが実現した。
2021年1月、アイントラハト・ブラウンシュヴァイクに移籍。

## タイトル

### クラブ
アルミニア・ビーレフェルト
- ドイツ・ブンデスリーガ2部：2018-19